# امنون یاریف
 امنون یاریف (انگلیسی: Amnon Yariv؛ زاده ۱۹۳۰) یک دانشمند اهل اسرائیل است.
وی همچنین برنده جوایزی همچون نشان ملی علوم شده است.